# Élisabeth Frings
Pour les articles homonymes, voir Frings.
Élisabeth Frings est une joueuse internationale de rink hockey née le 1er juillet 1986.

## Parcours sportif
Elle participe en 2010 au championnat du monde, puis au championnat d'Europe en 2011.
Elle participe à de nombreuses reprises à la coupe d'Europe féminine avec le club de Noisy-le-Grand. 

## Parcours professionnel
Elle est dirigeante de Bio Verger, commerce d'alimentation générale créé en 2017. 